# Stina Bergman (regissör)
Karin Stina Bergman, född 31 maj 1977 i Ransäter, Värmland, är en svensk regissör.
Bergman har genomgått registudier vid institutet för Högre TV-utbildning (IHTV) i Göteborg. Hon regidebuterade 2003 med kortfilmen Solkatten, följd av kortfilmen Bikini 2009. Hon långfilmsdebuterade 2010 med dramafilmen Du sköna.

## Filmografi
- 2003 – Solkatten
- 2009 – Bikini
- 2010 – Du sköna